# Курганье (Горецкий район)
Курга́нье (бел. Курганне) — деревня в составе Горского сельсовета Горецкого района Могилёвской области Республики Беларусь.

## Население
- 1999 год — 108 человек
- 2010 год — 46 человек